# Journal of Computational Electronics
Het Journal of Computational Electronics (ook Computational Electronics) is een internationaal, aan collegiale toetsing onderworpen wetenschappelijk tijdschrift op het gebied van de natuurkunde. De naam wordt in literatuurverwijzingen meestal afgekort tot J. Comput. Electron. Het wordt uitgegeven door Springer Science+Business Media en verschijnt 4 keer per jaar. Het eerste nummer verscheen in 2002.